# ヘンドリック・ローレンツ
ヘンドリック・アントーン・ローレンツ（Hendrik Antoon Lorentz [ˈlɒrənts]、1853年7月18日 - 1928年2月4日）は、オランダの物理学者。ゼーマン効果の発見とその理論的解釈により、ピーター・ゼーマンとともに1902年のノーベル物理学賞を受賞した。ローレンツ力、ローレンツ変換などに名を残し、特に後者はアルベルト・アインシュタインが時空間を記述するのに利用した。

## 生涯

### 前半生
1853年7月18日、オランダのヘルダーラント州アーネムに生まれる。父は苗木屋を営んでいた。1861年に母が亡くなり、翌年、父が再婚。1866年から1869年までアーネムの高校に通い、1870年に大学入学資格を得るのに必要な古典言語の試験に合格し、ライデン大学に入学。
ライデン大学では物理学と数学を学んだが、天文学の教授フレデリク・カイセルに出会い、強く影響された。物理学者となったのはカイセルの影響によるものである。1872年、学士号を取得するとアーネムに戻って高校で数学教師の職に就いたが、同時にライデン大学でもさらに学び続けた。1875年、Pieter Rijke の指導で "Over de theorie der terugkaatsing en breking van het licht"（光の反射と屈折の理論について）と題した学位論文で博士号を取得。その中でジェームズ・クラーク・マクスウェルの電気力学理論を発展させている。
1881年、フレデリク・カイセルの姪と結婚。長女の Geertruida Luberta Lorentz も物理学者となった。

### 業績

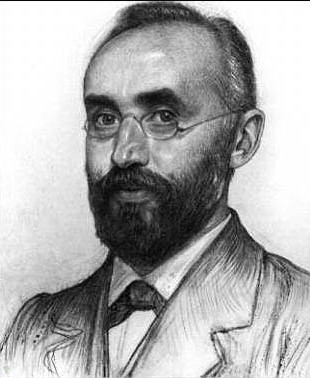
ヤン・フェト による肖像画

#### ライデン大学教授時代
1878年、24歳の若さでライデン大学に新たに創設された理論物理学の教授職に就任。同年1月25日に教授就任講演を "De moleculaire theoriën in de natuurkunde"（物理学における分子論）と題して行った。
その後20年間は、電気と磁気と光の関係を解明すべく電磁気を主に研究した。その後は理論物理学を中心として様々な領域を研究している。発表した論文で見ると、力学、熱力学、流体力学、運動論、固体物理学、光、といった分野に貢献している。最重要な貢献は電磁気学、電子論、相対性といった分野である。
ローレンツは原子が荷電粒子で構成されていると予想し、それら荷電粒子の振動が光の発生源かもしれないと示唆していた。かつての教え子で同僚のピーター・ゼーマンが1896年にゼーマン効果を発見すると、ローレンツはその現象の理論的解釈を提供した。この実験および理論的業績により、1902年のノーベル物理学賞を受賞した。ローレンツの名は、ローレンツ力、ローレンツ分布、ローレンツ変換、ローレンツ・ローレンツの式などに残っている。

#### 電気力学と相対性
1895年、マイケルソン・モーリーの実験結果を説明しようとしてローレンツは、移動する物体が移動する方向に沿って収縮するという仮説を提案した（ジョージ・フィッツジェラルドも同じ解釈に到達していた。そのためこの長さの収縮をフィッツジェラルド-ローレンツ収縮とも呼ぶ）。ローレンツは、相対的に移動する基準座標系間の電磁現象（光の伝播）を説明しようとした。彼はある基準座標系から別の基準座標系への変換を新たな時間変数「局所時間」を導入することで単純化できることを発見した。局所時間は対応する基準座標系の位置と絶対時間に依存する。ローレンツは、物理的関連性の詳細な解釈を与えずに局所時間を使い、これを発表した（1895年と1899年）。1900年、アンリ・ポアンカレはローレンツの局所時間を「素晴らしい発明」だとし、複数の移動する座標系にある時計が互いに時間合わせするのに光の信号を交換するという例を挙げ、どの座標系から見ても光の速度は同じだと仮定した。
1899年および1904年の論文 "Electromagnetic phenomena in a system moving with any velocity smaller than that of light"（光速未満の速度で運動する系における電磁現象）でローレンツはその変換に「時間の遅れ」を導入し、1905年にポアンカレがこれをローレンツ変換と名付けた。1897年にジョゼフ・ラーモアが電子の軌道を説明するのに同じ変換を用いていたが、ローレンツは知らなかったと見られる。ラーモアとローレンツが示した方程式は一見すると違うようだが、1905年にポアンカレとアインシュタインが提示した方程式と代数的に等価だった。ローレンツの1904年の論文は電気力学の共変的定式化を含み、うまく定義された変換特性によって異なる基準座標系における電気力学現象を1つの方程式群で記述している。この論文は電気力学の実験結果が基準座標系の動きに依存しないということを示している。また、1904年の論文では、光速に近い速度で移動する物体の慣性質量が増加するという点についても詳細に論じている。1905年、アインシュタインはそれらの概念や数学的手法やローレンツの考察を利用し、"Elektrodynamik"（電気力学）と題した論文を書き、これが後に特殊相対性理論と呼ばれるようになった。アインシュタインの成果はローレンツの成果に基づいているため、もともとは「ローレンツ-アインシュタイン理論」と呼ばれていた。

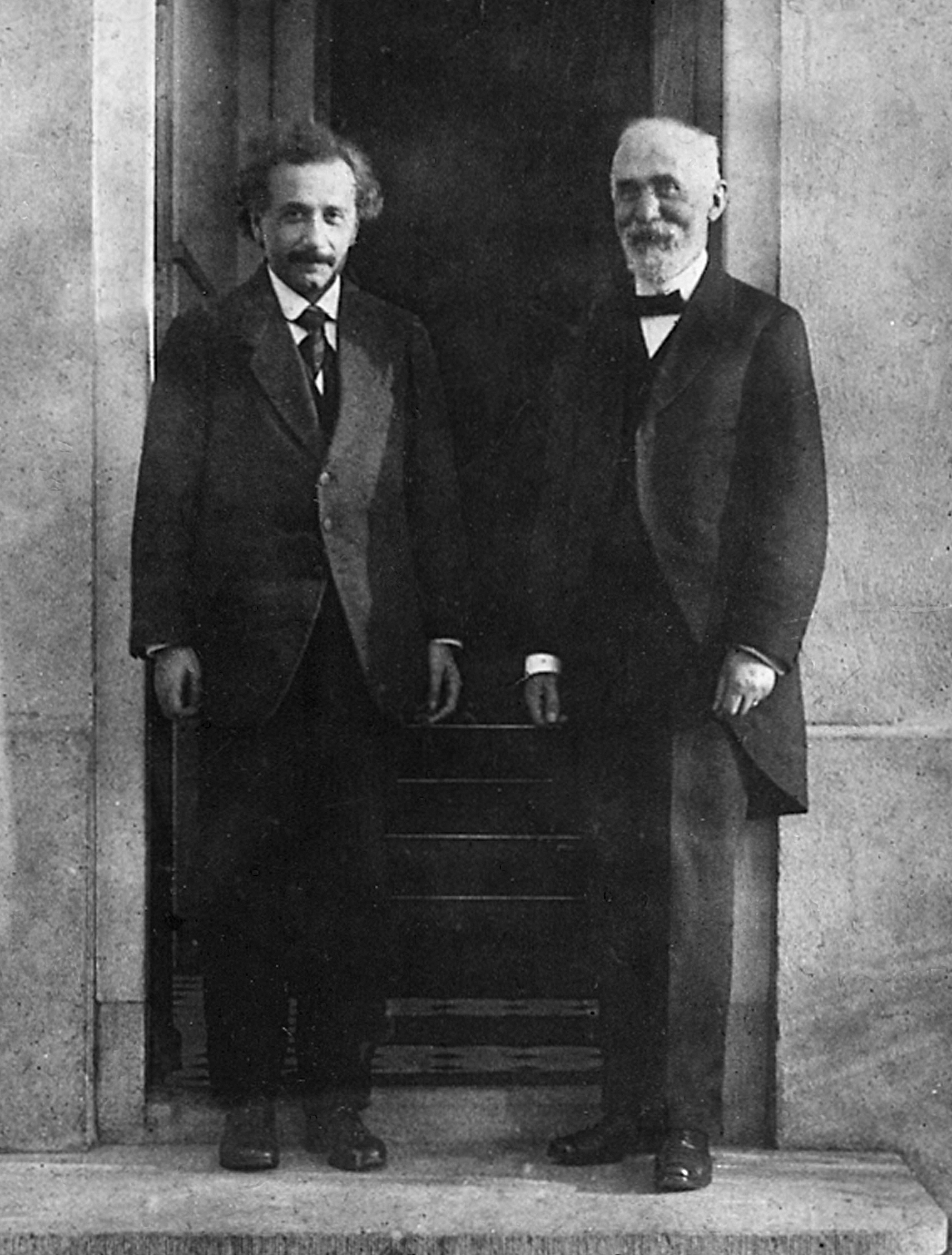
アインシュタインとローレンツ。ポール・エーレンフェストがライデンの自宅前で1921年に撮影。出典: Museum Boerhaave, Leiden

質量の増大は特殊相対性理論が予測した事象の中で最初に検証されたが、カウフマン(en)による初期の実験では予測が間違っているとされた。これに対してローレンツは有名な見解 ("at the end of my Latin") を述べている。彼の予測の正しさが証明されるのは1908年のことである。1909年、ローレンツはコロンビア大学で行った数理物理学に関する一連の講義をまとめた "Theory of Electrons" を出版した。

#### 評価
1902年、ポアンカレはローレンツの電気力学論について、「最も申し分なく、既知の事実を最もよく説明でき、既知の多数の関係をすっきりさせる理論」だと述べている。
1911年、ポール・ランジュバンはローレンツ変換について「時空間の変換において最も意義深い」と述べている。
ローレンツとエミール・ヴィーヘルトは電磁気学や相対性理論について興味深い書簡のやりとりをしており、ローレンツがヴィーヘルトに対して未発表のアイデアを説明している。この往復書簡は Wilfried Schröder (Arch. ex. hist. Sci, 1984) によって出版された。
ローレンツは1911年秋にブリュッセルで開催された第1回ソルベー会議の議長を務めた。会議の直後ポアンカレは量子力学についての論文を書いており、その中で5年前には最新の力学理論だったローレンツの相対性理論が量子力学の前で古い力学となってしまったと述べている。
1953年、アルベルト・アインシュタインは彼について「私個人にとって、人生で出会った最重要な人物」だったと記している。
M. J. Klein (1967) では、1920年代のローレンツの評判について「新理論が出来上がったとき、ローレンツなら何と言うかを聞くことが物理学者たちの熱望したことで、72歳になってもローレンツは彼らを落胆させなかった」と記している。
ローレンツの業績の多くは基礎理論研究だが、応用についても関心があった。1918年から1926年まで、オランダ政府の要請で計画中の締め切り大堤防の影響を予測する委員会の委員長を務めた。水力工学は経験に基づく実学だったが、締め切り大堤防は前例のない規模であり、経験則はあてにならないとされた。ローレンツは流体力学の基本的方程式を出発点として、問題を数値的に解くことを提案した。これはワッデン海の潮流がほぼ直線的だったため、計算手を使った計算でも十分解けるものだった。締め切り大堤防は1933年に完成し、ローレンツと委員会の予測が極めて正確だったことが判明した。その閘門の1つはローレンツの名を冠している。

### 私生活
1912年、ローレンツは教授を引退し、ハールレムの Teylers Museum で研究責任者となった。ただしライデン大学では客員教授として週に1回講義していた。ローレンツのライデン大学での教授職はポール・エーレンフェストが受け継ぎ、理論物理学研究所を創設した。これが後にローレンツ研究所と呼ばれるようになった。
1928年2月4日にハールレムで没した。葬儀に参列したオーエン・リチャードソンによれば、葬儀当日は哀悼の意を表するためオランダ全土で3分間電話が止められたという。また、王立協会会長だったアーネスト・ラザフォードが弔辞を述べたという。

## 受賞と栄誉
- ノーベル物理学賞 (1902)
- 王立協会外国人会員 (1905)[11]
- ランフォード・メダル (1908)
- コプリ・メダル (1918)

オランダ政府は1945年より毎年7月18日（ローレンツの誕生日）を「ローレンツの日」と定めている。

## 主な論文
オンラインで閲覧できるローレンツの論文は36本ある（主に英語）。
- Lorentz, Hendrik Antoon (1895), Versuch einer Theorie der electrischen und optischen Erscheinungen in bewegten Körpern, Leiden: E.J. Brill
- Lorentz, Hendrik Antoon (1899), “Simplified Theory of Electrical and Optical Phenomena in Moving Systems”, Proc. Acad. Science Amsterdam 1:  427–442
- Lorentz, Hendrik Antoon (1900), “Considerations on Gravitation”, Proc. Acad. Science Amsterdam 2:  559–574
- Lorentz, Hendrik Antoon (1904), “Electromagnetic phenomena in a system moving with any velocity smaller than that of light”, Proc. Acad. Science Amsterdam 6:  809–831
- Lorentz, Hendrik Antoon (1909/16), The theory of electrons and its applications to the phenomena of light and radiant heat; a course of lectures delivered in Columbia university, New York, in March and April 1906, New York, [NY.]: Columbia University Press
- Lorentz, Hendrik Antoon (1910/3), “Das Relativitätsprinzip und seine Anwendung auf einige besondere physikalische Erscheinungen”, in Blumenthal, Otto & Sommerfeld, Arnold, Das Relativitätsprinzip. Eine Sammlung von Abhandlungen., pp. 74–89
- Lorentz, Hendrik Antoon (1914), Das Relativitätsprinzip. Drei Vorlesungen gehalten in Teylers Stiftung zu Haarlem, Leipzig and Berlin: B.G. Teubner
- Lorentz, Hendrik Antoon (1920), The Einstein Theory of Relativity, New York: Bentano's
- Lorentz, Hendrik Antoon (1927-1931), Lectures on Theoretical Physics (vol. I-III), New York, [NY.]: Macmillan & Co., (Vol. I online)